# Milan Kuprešanin
Milan Kuprešanin, hrvaški general, * 2. oktober 1911, † 20. april 2005.

## Življenjepis
Leta 1941 je vstopil v NOVJ in KPJ. Med vojno je bil poveljnik 19. divizije in načelnik štaba 8. korpusa. 
Po vojni je končal sovjetsko Višjo vojaško akademijo Vorošilov in bil med drugim poveljnik armade, član CK ZKH, poslanec zvezne skupščine, član republiškega odbora SSRNH, predsednik rezervnih vojaških starešin Hrvaške,...